# Monumento megalítico da Roça do Casal do Meio
O Monumento megalítico da Roça do Casal do Meio, também referido como Menir do Vale da Palha, é um Menir do Bronze final localizado na freguesia de Castelo, no município de Sesimbra, em Portugal.
Situado numa encosta totalmente coberta de mato e pertencente à Quinta do Calhariz, este tolo de calcário local terá sido edificado durante a primeira metade do 1.º milénio a.C., correspondendo, grosso modo, ao Bronze Final, tendo sido originalmente coberto por um tumulus de consideráveis dimensões.
Composto de câmara subcircular de falsa cúpula e corredor de acesso, este monumento funerário megalítico tem associados dois enterramentos com um espólio significativo, destacando-se alguns artefactos de bronze, como uma fivela de cinturão, uma fíbula, um anel e algumas pinças. Além destes, encontrou-se ainda um pente executado em marfim, bem como diversos recipientes cerâmicos, alguns dos quais apresentando o elemento decorativo conhecido por ornatos brunidos.
Em termos formais a arquitectura deste monumento megalítico parece aproximar-se de outras estruturas similares existentes na Bacia do Mediterrâneo, com paralelos nos pequenos tolos característicos da época micénica, assim como nalguns nuraghes da Sardenha.